# Simon Spoor
Simon Hendrik Spoor (Amsterdam, 12 januari 1902 – Batavia, 25 mei 1949) was een Nederlands generaal en legercommandant in Nederlands-Indië.
Hij stamde uit het geslacht Spoor en was een zoon van André Spoor, violist en concertmeester van het Concertgebouworkest. Hij volgde de middelbare school in Den Haag en ging daarna naar de kadettenschool te Alkmaar. Vervolgens studeerde hij aan de Koninklijke Militaire Academie te Breda. De hoofdredacteur van het Algemeen Handelsblad, André Spoor, was een zoon van hem.

## Loopbaan
Spoor werd in 1923 benoemd tot tweede luitenant bij de infanterie van het Koninklijk Nederlandsch-Indisch Leger (KNIL). Vanaf 1924 was hij op Borneo gedetacheerd. Hij bracht twee maal langere tijd in Nederland door; eerst om de Hogere Krijgsschool te doorlopen en vervolgens werd hij aangesteld als leraar aan de Koninklijke Militaire Academie in Breda. Spoor was in de rang van kapitein verbonden aan de generale staf in Nederlands-Indië toen deze Nederlandse kolonie bij de Tweede Wereldoorlog betrokken raakte en door Japan op 10 januari 1942 werd aangevallen. Spoor ontsnapte ternauwernood samen met collega kapitein Reinderhoff, eveneens bij de generale staf, in het laatste vliegtuig vanaf vliegveld Andir in de nacht van 8 op 9 maart 1942, terwijl de Japanse strijdkrachten het vliegveld reeds waren genaderd en de overgave van Nederlands-Indië vlak erna zou worden getekend. Beiden mochten uitwijken naar Australië op uitdrukkelijk bevel van de toenmalige legercommandant generaal ter Poorten. Aangekomen in Australië, werden zij toegevoegd aan de kort daarvoor opgerichte NEFIS. Spoor werd hoofd van sectie I van deze dienst en in 1944 werd hij vervolgens benoemd tot directeur van de gehele NEFIS.

### Legercommandant in Nederlands-Indië
Na de Tweede Wereldoorlog werd het commando in Nederlands-Indië opgesplitst over de verschillende legeronderdelen. Spoor werd in januari 1946 benoemd tot legercommandant in Nederlands-Indië in de rang van generaal-majoor, tijdelijk luitenant-generaal. Deze promotie was opmerkelijk omdat hij er gezien zijn beperkt aantal dienstjaren feitelijk nog niet aan toe was een opperofficiersrang te bekleden. Hij was echter opgevallen; niet alleen zijn militaire capaciteiten, maar ook zijn politieke handigheid viel in de smaak bij de regering in Den Haag. Operationeel gezien viel Spoor tot het najaar van 1946 onder het geallieerde South East Asia Command van Louis Mountbatten.
Als legercommandant gaf Spoor leiding aan de operaties tegen de Indonesische nationalisten (de TNI en ongeregelde strijdgroepen). Van deze operaties zijn de zogenaamde politionele acties in 1947 en 1948 de bekendste. Spoor stond aan het hoofd van de grootste legermacht die Nederland ooit buiten het grondgebied in Europa op de been heeft gebracht: circa 120.000 man in 1947 en circa 140.000 man in 1948, bestaande uit KNIL, KL en Mariniersbrigade.
De enorme problemen die in Nederlands-Indië ontstonden na de geallieerde overwinning op Japan, in 1945, bezorgden de Nederlandse autoriteiten veel zorgen. Men hoopte dat Spoor, die werd beschouwd als een zeer slagvaardig officier, snel de rust en orde op de eilanden zou kunnen herstellen. Doordat de Britse en Australische regeringen maandenlang verhinderden dat Nederlandse militaire eenheden konden landen op Java, verergerde de situatie aanzienlijk. In die cruciale maanden deden verschillende Indonesische nationalistische groeperingen, waaronder communistische en islamitische, een greep naar de macht. Onderling waren deze groeperingen ook verdeeld, en daarnaast waren ook roversbendes actief die dood en verderf zaaiden onder vooral de net uit de Japanse concentratiekampen vrij gekomen Europeanen en Indo-Europeanen. Sommige van de Indonesische groeperingen hadden tijdens de Tweede Wereldoorlog samengewerkt met de Japanners onder het leiderschap van Soekarno. Toen Spoor legercommandant werd, was de situatie al zeer ernstig verslechterd en dreigde anarchie in de gehele Indische archipel. Moord, verkrachtingen, berovingen en plunderingen waren aan de orde van de dag. In deze brisante situatie – de Bersiap-periode genoemd – moest Spoor de orde zien te herstellen. Om de invloed van Soekarno te ondermijnen, werden door Spoor in het geheim enkele Indonesische groeperingen ondersteund met geld en wapens.

### Overlijden

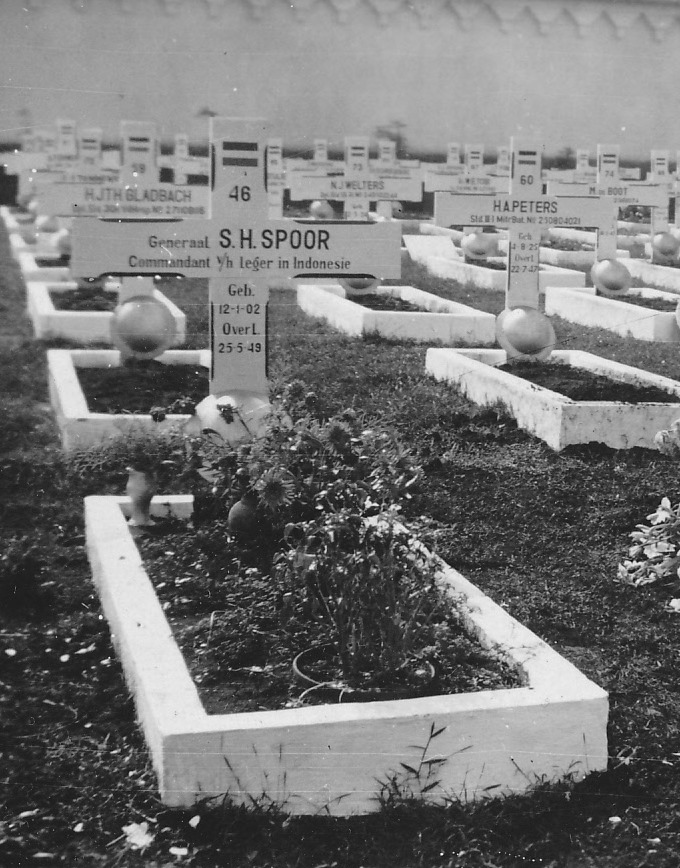
Graf van generaal Spoor op het Ereveld Menteng Pulo (ca. 1949)

Op 20 mei 1949 gebruikte Spoor het middagmaal in het restaurant van de jachtclub in Tanjung Priok, ter viering van zijn bevordering tot generaal (vier sterren). Drie dagen later kreeg hij ernstige hartklachten waaraan hij na twee dagen op 47-jarige leeftijd overleed. De disgenoot van Spoor, zijn adjudant ritmeester Smulders, was na de lunch ook ernstig ziek geworden. Smulders lag vier dagen in coma. De overige gasten van de jachtclub, die exact hetzelfde hadden gegeten, mankeerden na het eten echter niets. Een accidentele, bacteriële voedselvergiftiging werd daarom uitgesloten. Op het lichaam van Spoor werd geen sectie verricht. Volgens geruchten zou de dood van Spoor samenhangen met de "Zaak vaandrig Aernout", een corruptieonderzoek naar de top van het Indische leger, waarin Spoor opdracht had gegeven naar Aernout diepgravend onderzoek te doen. Sluitend bewijs hiervoor is niet geleverd. De meest aannemelijke doodsoorzaak van Spoor is zijn enorme werkdruk. Spoor had in zijn laatste jaren regelmatig klachten gehad, waaronder een mentale ineenstorting of burn-out in 1943 in Australië, en had regelmatig melding gedaan van zware hoofdpijnen. Ook leed hij aan een structurele overbelasting van zijn functie die zich verhevigde na zijn terugkomst op Java. Na de grote inspanningen gedurende de Tweede Wereldoorlog had Spoor geen mogelijkheid gehad met verlof te gaan, mede door zijn benoeming tot legercommandant, die zijn werkdruk alleen maar deed toenemen. Ten tijde van het overlijden van Spoor tekende zich reeds een spoedig einde van de Nederlandse aanwezigheid in Indonesië af.

### Huwelijk
In 1923 trouwde Spoor met Louise Anna Maria Ooms (1902-1972). De hoofdredacteur van het NRC Handelsblad, André (1931-2012), en de ondernemer Arnoud (1933-2009), zijn kinderen uit dit eerste huwelijk.
Na een echtscheiding hertrouwde Spoor in 1938 met Rika Cornelia Kroeze (1906-1971).
Op 3 april 1947 (?) hertrouwde Spoor weer, nu met Mans (Harmanna Trijntje) Dijkema (*1914) van het Vrouwenkorps KNIL, die hij in 1942 ontmoet had bij de inlichtingendienst NEFIS en die in militaire functies optrad.

### Eerbetoon

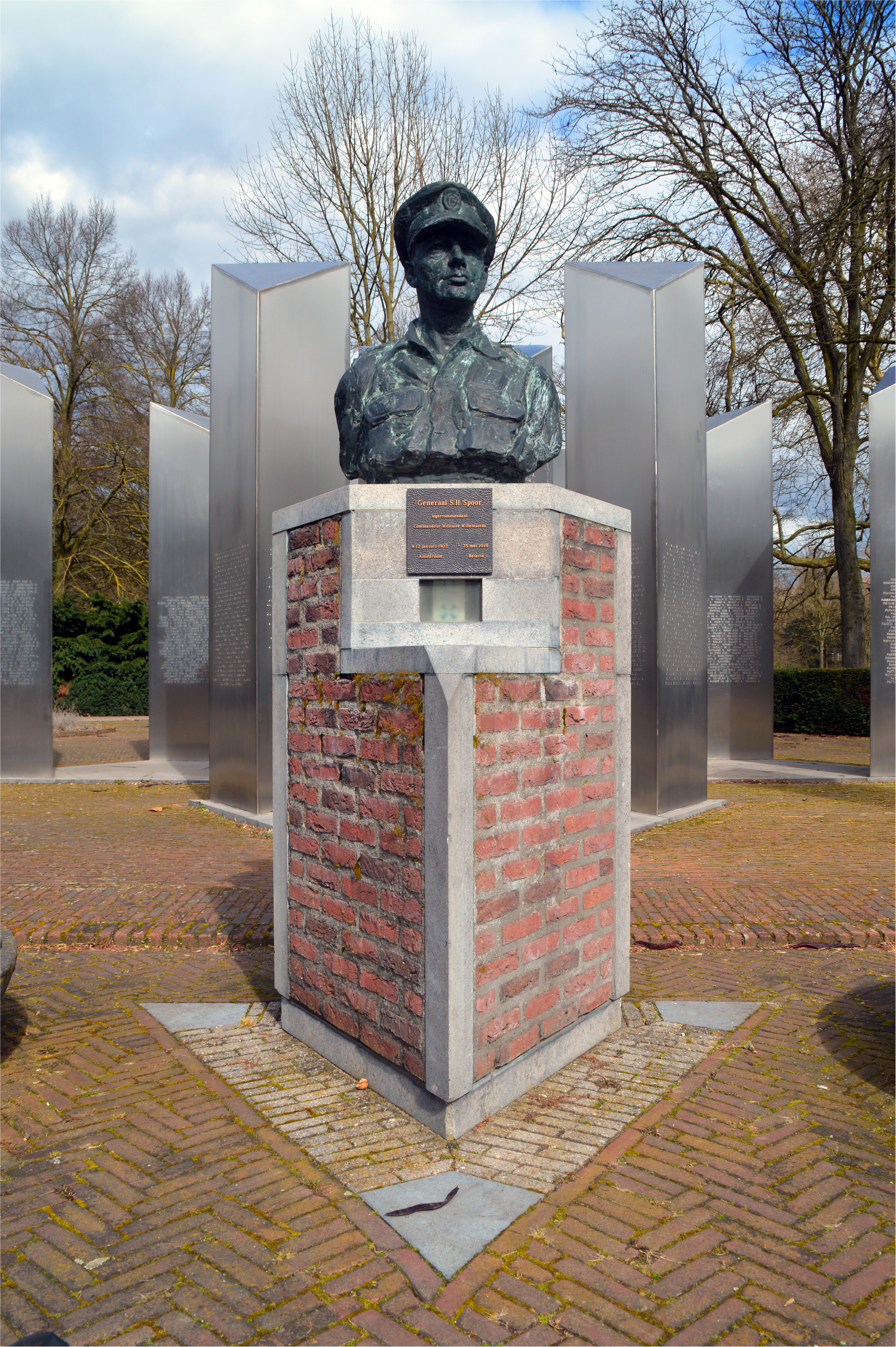
Borstbeeld Generaal Simon Hendrik Spoor Nationaal Indië-monument 1945-1962 Roermond

Generaal Spoor ontving meerdere onderscheidingen en tevredenheidsbetuigingen; hij werd postuum benoemd tot Commandeur in de Militaire Willems-Orde (in juni 1949 verleend), was Ridder in de Orde van de Nederlandse Leeuw, Commandeur in de Orde van Oranje-Nassau met de zwaarden, bezat de Bronzen Leeuw en de Medal of Freedom. In april 2009 schonk zijn weduwe Mans Spoor-Dijkema de medailles aan museum Bronbeek. Zijn uniform werd daar al tentoongesteld. In Ermelo bevindt zich de Generaal Spoorkazerne waar het 400 Geneeskundig Bataljon en de Koninklijke Militaire School (KMS) gelegerd zijn.

## Onderscheidingen
- Commandeur in de Militaire Willems-Orde
- Ridder in de Orde van de Nederlandse Leeuw
- Commandeur in de Orde van Oranje-Nassau
- Oorlogsherinneringskruis
- Ereteken voor Orde en Vrede
- Onderscheidingsteken voor Langdurige Dienst als officier
- Mobilisatiekruis 1914-1918
- Medal of Freedom in brons met palm

## Galerij

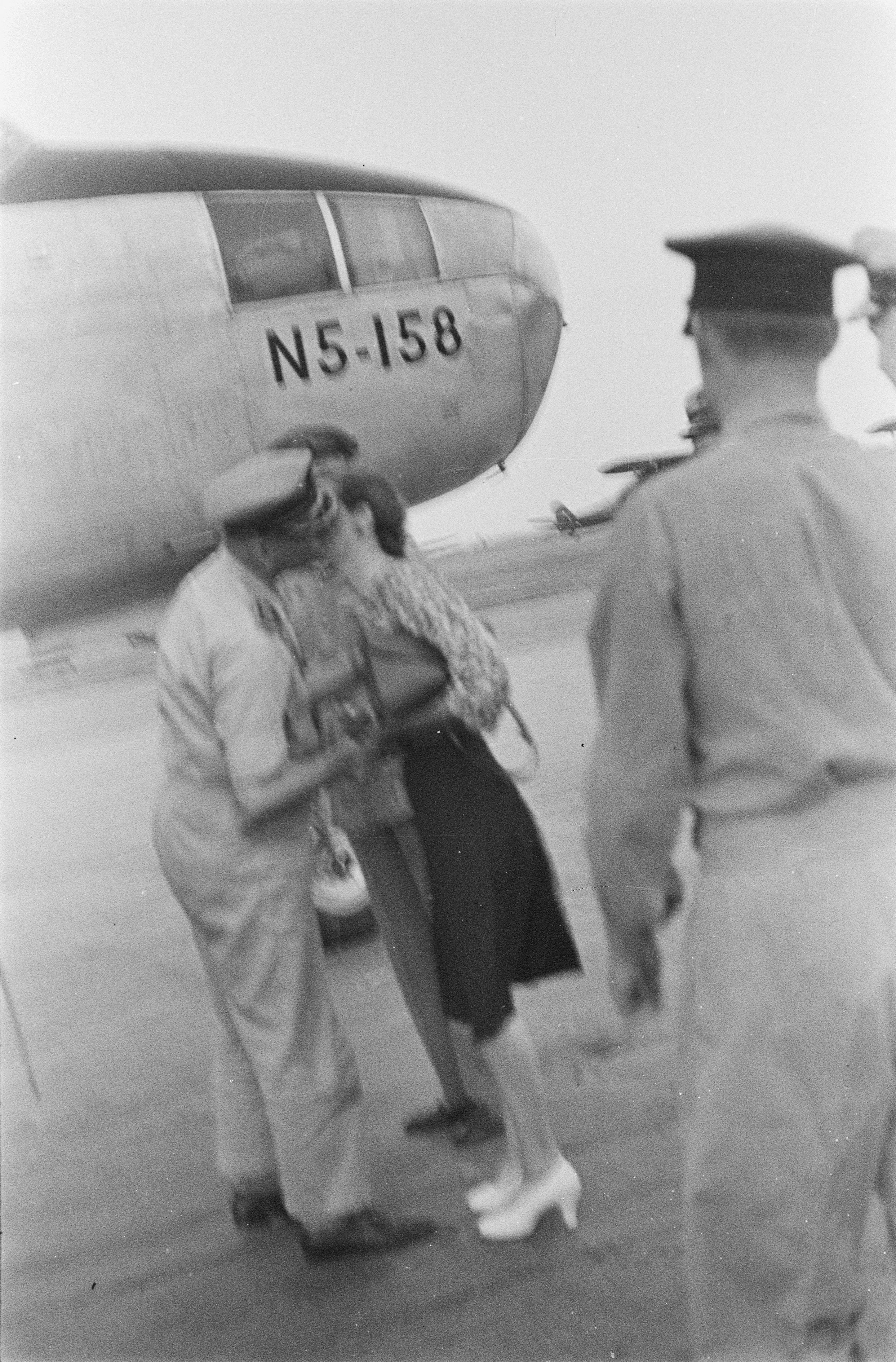
Spoor begroet Dijkema (1946)
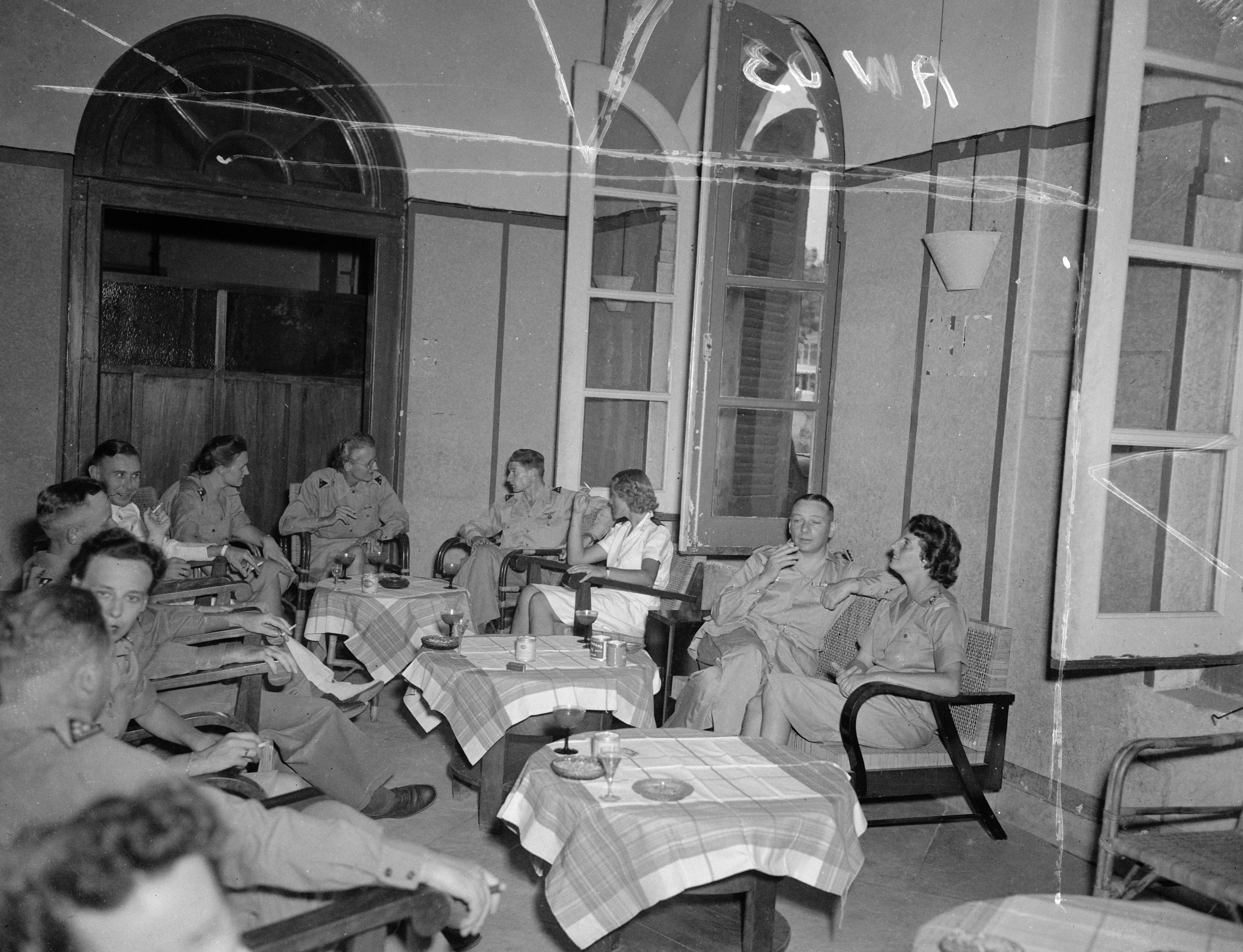
Spoor op een cocktailparty bij het Vrouwenkorps (augustus 1946)
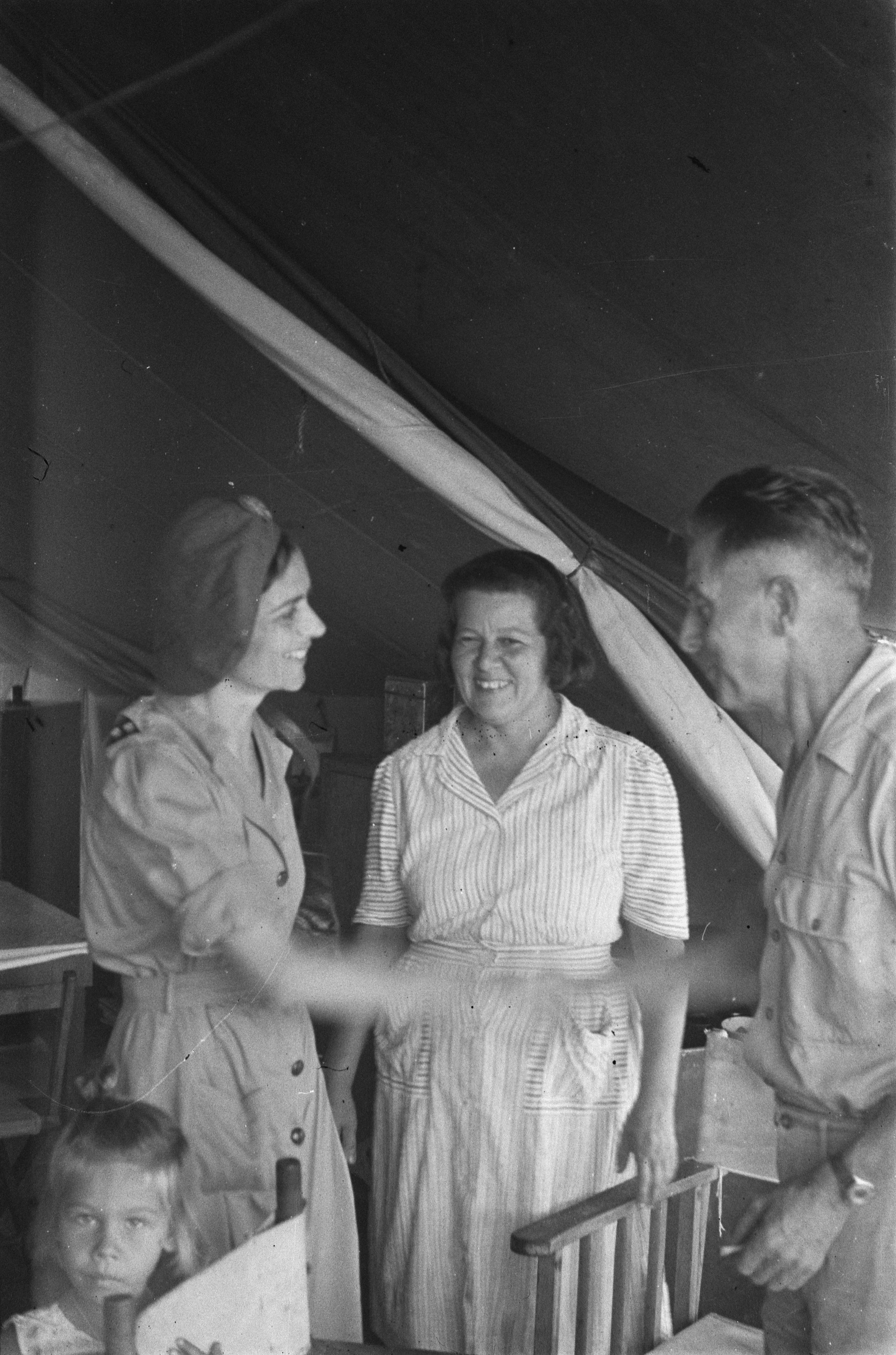
Dijkema in het uniform van een luitenant van het Vrouwenkorps KNIL spreekt met bewoners van een tentenkamp (oktober 1946)
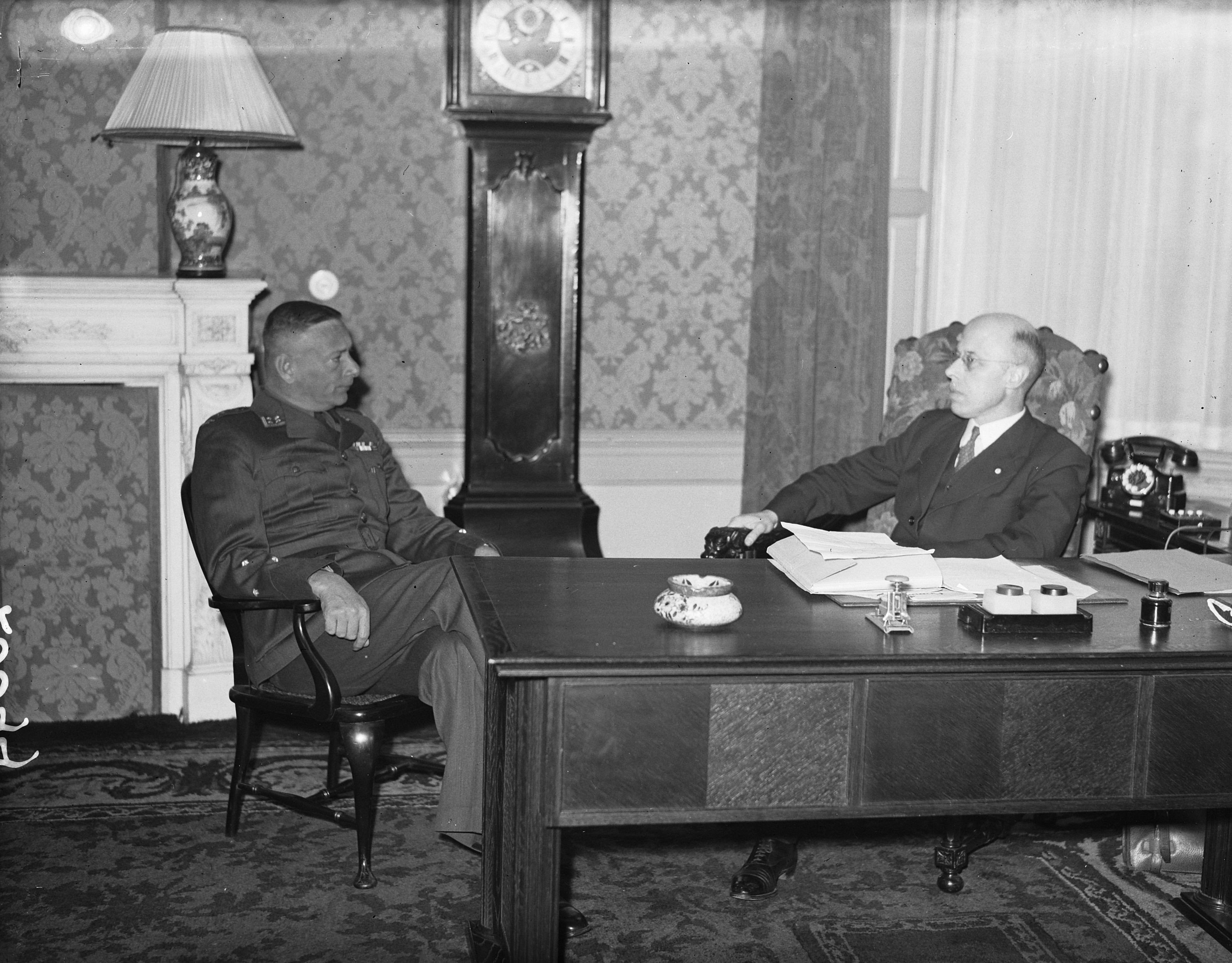
Spoor op bezoek bij minister-president Louis Beel, Den Haag (januari 1947)
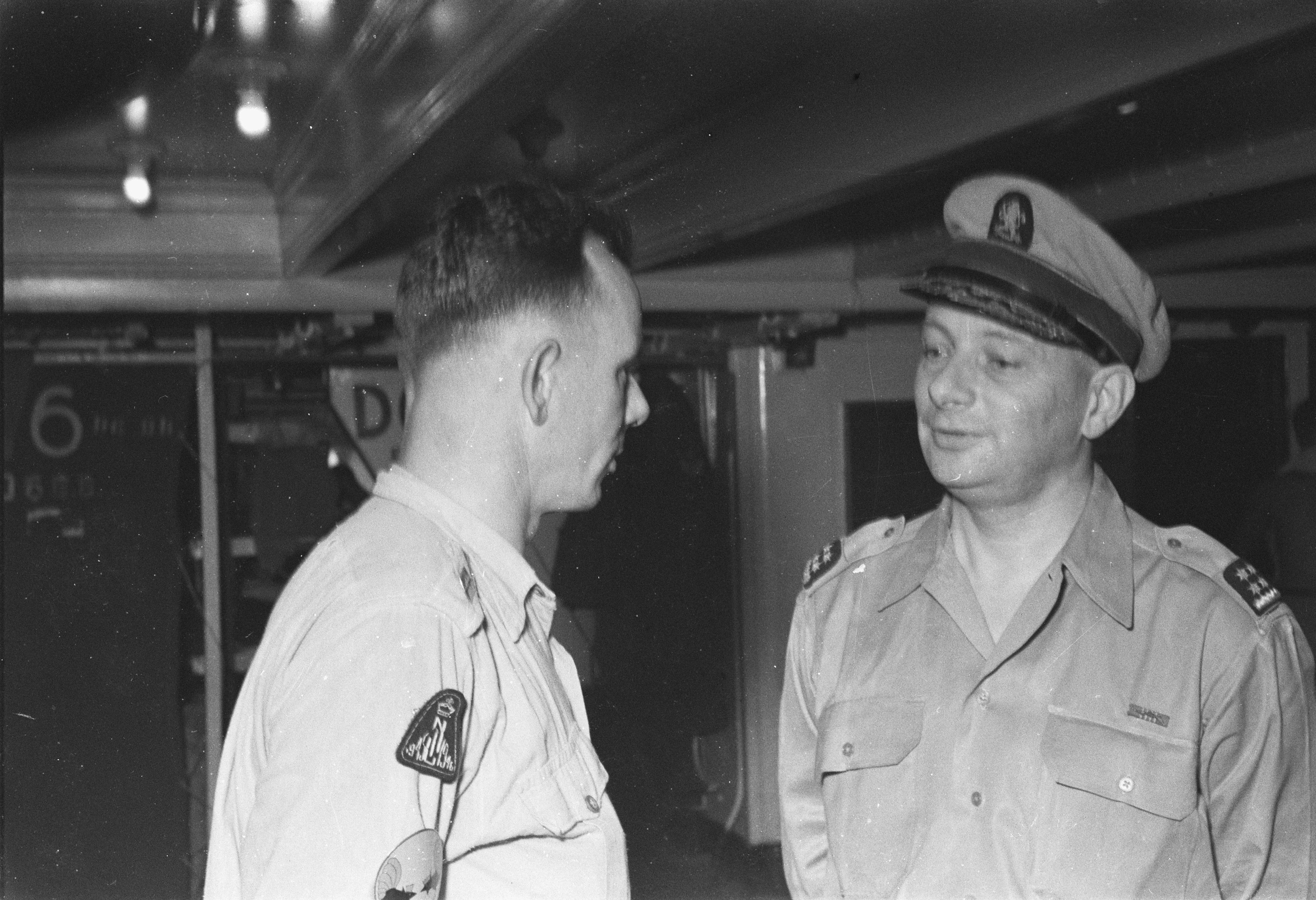
Spoor in gesprek met een oorlogsvrijwilliger bij het vertrek van het schip de Johan van Oldenbarnevelt naar Nederland (januari 1947)
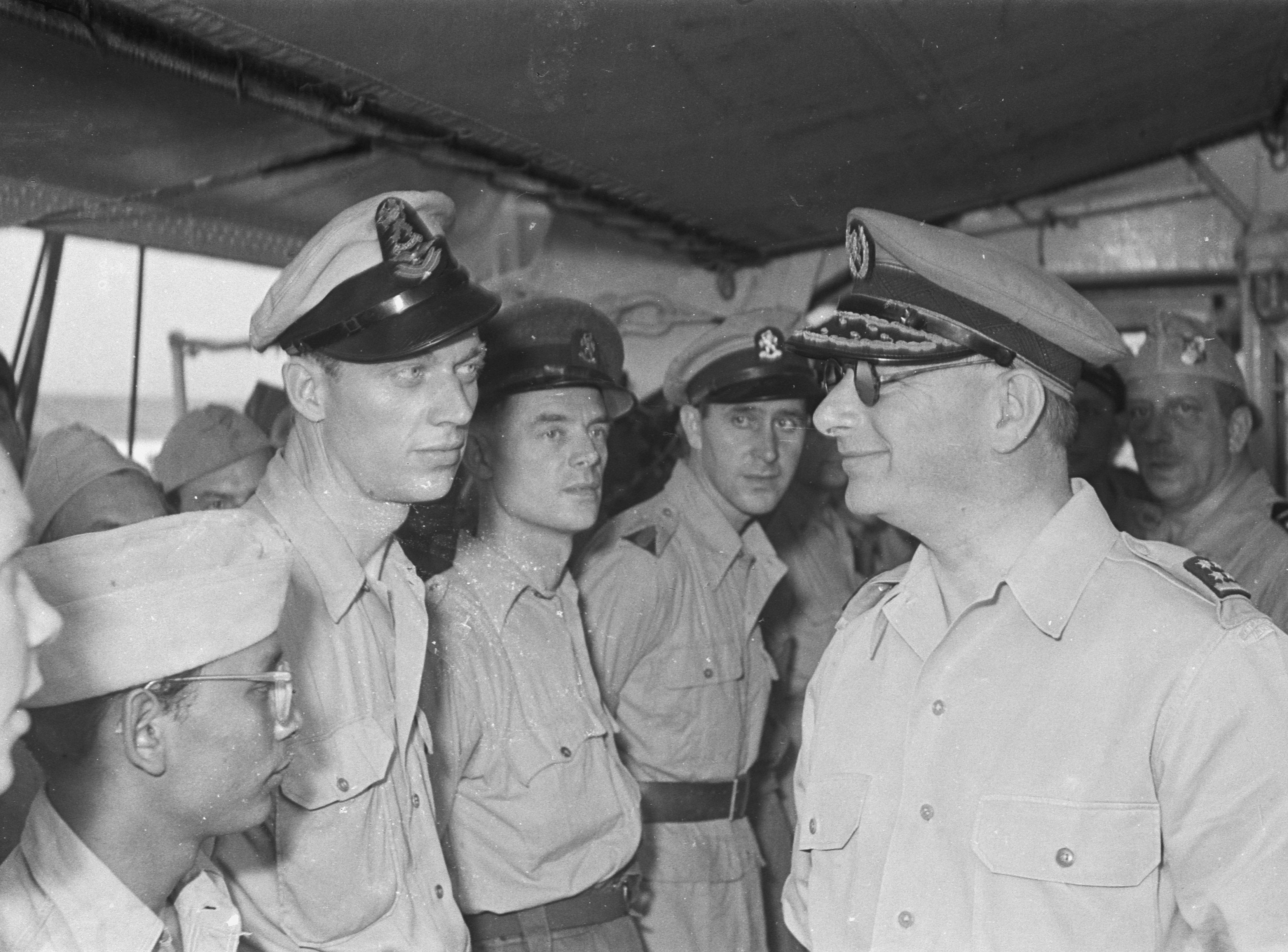
Spoor verwelkomt aflossingsdétachementen van de 2de divisie in Tandjong Priok (11 mei 1948)
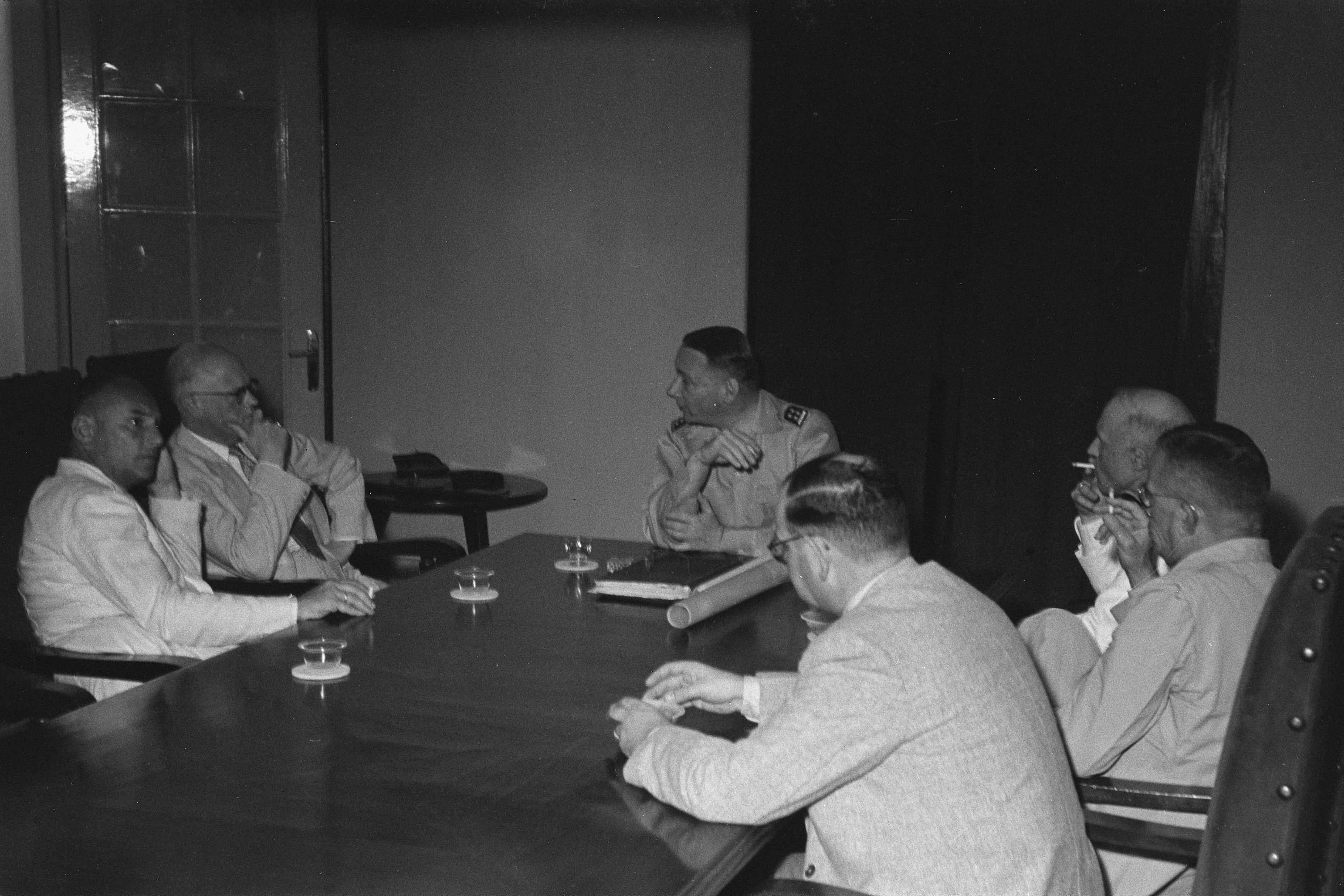
Spoor ontvangt de fractieleiders van de Tweede Kamer in Indonesië. V.l.n.r. Jhr.Mr. M. van der Goes van Naters (PvdA), Prof.Mr. C.P.M. Romme (KVP), de Legercommandant, H.W. Tilanus (CHU), H.J.W.A. Meijerink (AR) en H.A. Korthals (VVD) (1 december 1948)
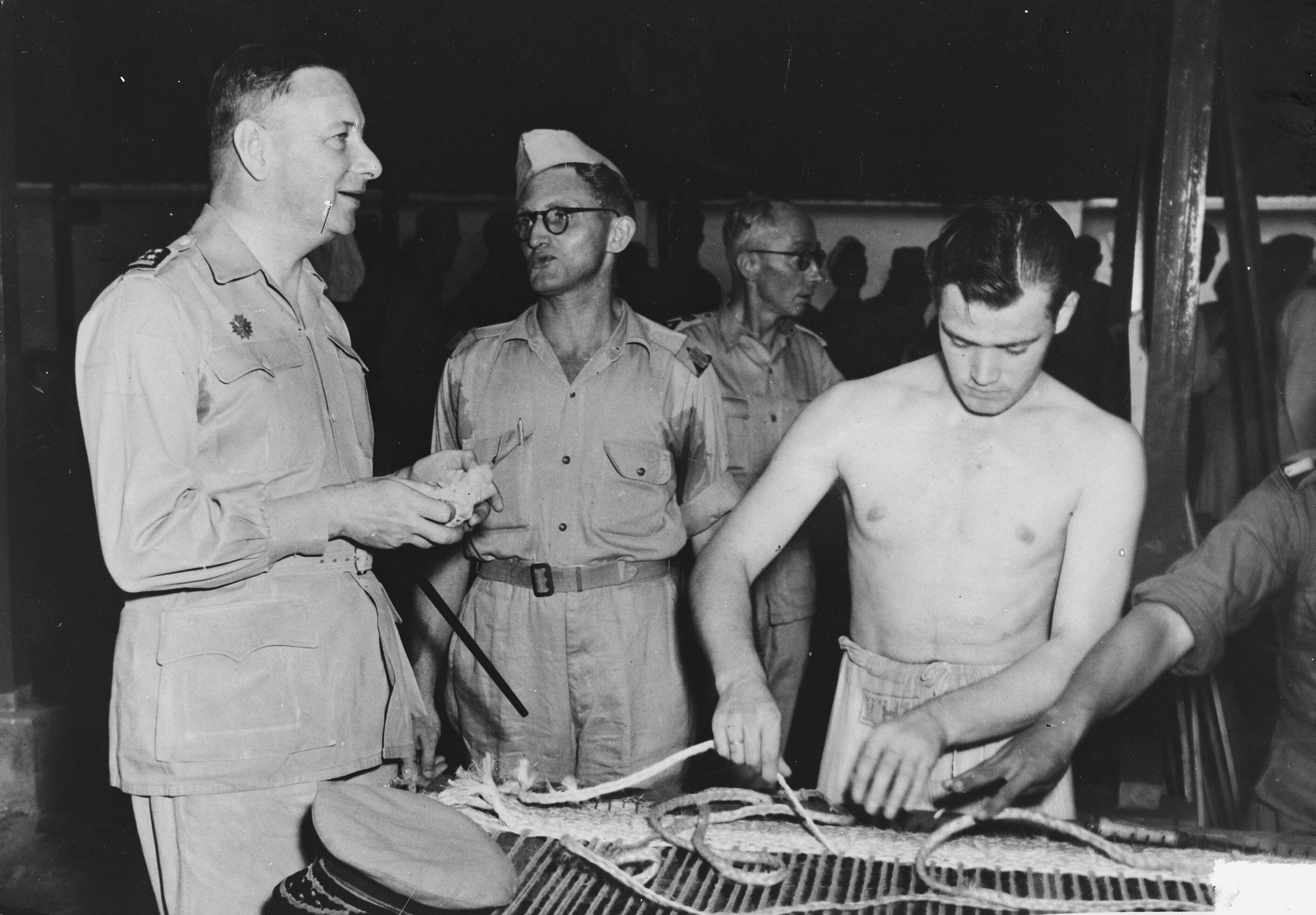
Spoor bij de officiële inwijding van het samengevoegde Leger Hospitaal Batavia (22 april 1949)
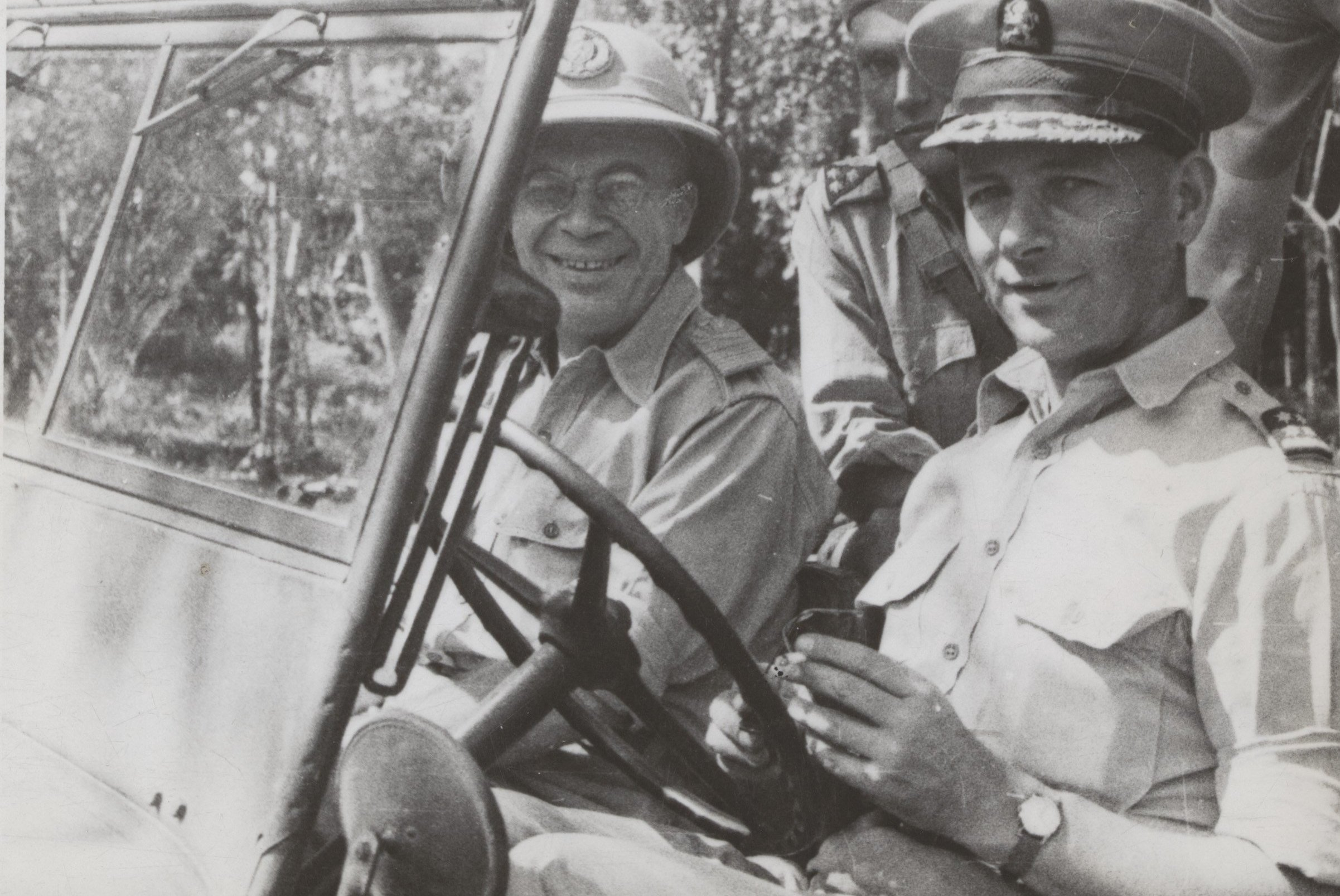
Huib van Mook en Spoor (ongedateerd)